# Baré EC
Baré EC is een Braziliaanse voetbalclub uit Boa Vista in de staat Roraima. De club werd in 1946 opgericht. 

## Erelijst
Campeonato Roraimense
1960, 1964, 1965, 1986, 1967, 1969, 1970, 1971, 1972, 1982, 1984, 1986, 1988, 1996, 1997, 1999, 2006, 2010